# Осада Венеции
«Осада Венеции» (итал. Caccia alla vedova; 1991; премьера 1991) — советско-итальянский художественный фильм, комедия по пьесе Карло Гольдони «Хитрая вдова».

## Сюжет
Действие фильма происходит в Венеции во второй половине XVIII века. Красавица Розанна должна была выйти замуж за знатного престарелого богача Стефанелло Боретти, но жених умер прямо у алтаря во время венчания. Розанна вышла из церкви уже вдовой. Как оказалось, умерший муж оставил вдове большое состояние. Естественно, нашлось немало охотников до её руки и сердца.
Претендентами оказались графы и князья из самых крупных государств Европы, включая Россию. Тут уже заволновалась святая инквизиция, богатая вдова вместе со всем состоянием могла навсегда покинуть Венецианскую республику. Инквизиторы понимают, что лишатся крупной части своих доходов, если Розанна выйдет замуж за иностранца, и принимают меры. Они заставляют сердцееда графа Анджело Босканерро, назло которому она и вышла за богача, «осадить» Розанну и взять в жены.
В конце фильма весь замысел раскрывается, оскорбленная невеста отказывает новоявленному жениху, но ему-то что делать — ведь он уже её искренне полюбил.

## В ролях
- Изабелла Росселлини — Розанна
- Том Конти — граф Анджело
- Джеймс Уилби — милорд Ранбиф
- Мишель Дюшоссуа — маркиз из Белло
- Александр Абдулов — князь Бадрицкий
- Всеволод Ларионов — инквизитор
- Александр Ширвиндт — инквизитор
- Иннокентий Смоктуновский — инквизитор
- Зук (Изабелль фон Альмен) — Антуанетта
- Сергей Бадичкин — Тонино
- Галина Шляпина — балерина в театре
- Людмила Ярошенко
- Евгений Самойлов — священник
- Владислав Буш — Стефанелло
- Виталий Варганов — тюремный священник
- Наталья Захарова — богатая графиня

## Съёмочная группа
- Сценарий: Энрико Медиоли, Джорджо Феррара, Жан-Пьер Бардо
- Режиссёр-постановщик: Джорджо Феррара
- Оператор-постановщик: Франко ди Джакомо
- Художник-постановщик: Марио Гарбулья
- Костюмы: Карло Диаппи
- Балетмейстер-постановщик: Владимир Абросимов
- Постановщики трюков и фехтовании: Владимир Балон, Игорь Новоселов